# Hans Jørgen Blom
Hans Jørgen Blom, född den 16 oktober 1792 i Randers, död den 13 april 1864 på Frederiksberg, var en dansk officer och militärförfattare. Han var far till Vilhelm och Otto Blom. 
Blom deltog 1813–1814 som löjtnant i fälttåget i Holstein och 1848–1850 som bataljonschef i det slesvigska kriget samt tog avsked 1852. Bland hans skrifter må nämnas Unionskrigene og Borgerkrigene (1826), Katechismus for den danske Krigsmand (1829) och Krigstildragelserne i Sjælland 1807 (1845). Dessutom författade han flera skarpa och snillrika flygskrifter om landets försvarsväsen, framhöll (1831–32) med styrka härens betydelse härför i motsättning mot sjöförsvaret och uttalade sig (1854) för flankställningarna vid Dybbøl och Fredericia, men mot Dannevirke.

## Utmärkelser
- Riddare av Dannebrogorden,  1840[2]
- Dannebrogsmännens hederstecken,  1852[2]

[Redigera Wikidata]